# En väg
En väg utkom 1972 och är ett album av den kristna gruppen Samuelsons. Skivan är inspelad i RCA Studios i Nashville och är utgiven på svenska skivbolaget Pilot Music.

## Låtlista

### Sida 1
1. Vem
2. Put Your Hand in the Hand
3. Vid stranden
4. Denne man
5. Vem kan vi gå till

### Sida 2
1. Ta allt det trista
2. I've Got Confidence
3. Genom allt
4. Heaven
5. Lyft upp din blick